# Angry Birds Seasons

Angry Birds Seasons (раніше Angry Birds Halloween) — це друга відеогра-головоломка серії Angry Birds, розроблена Rovio Entertainment. Заснована на Angry Birds, Angry Birds Seasons була випущена для пристроїв з iOS від Apple у жовтні 2010 року, а потім була випущена на інших платформах, починаючи з грудня 2010 року. Нових випусків не було після епізоду Ragnahog 1 грудня 2016 року, а гру було видалено з App Store і Google Play у 2019 році, а також усі інші ігри Angry Birds, випущені до Angry Birds Transformers, за винятком Angry Birds Friends. Однак Bad Piggies додали ще у 2020 році.

Angry Birds Seasons загалом була сприйнятою позитивно, критики хвалили сезони гри, коли інші критикували підвищену складність, порівняно до Angry Birds.

## Геймплей
Так само, як і в оригінальній Angry Birds, гравці використовують рогатку, щоб запускати цілий ряд птахів у сусідні споруди з наміром вразити цілі, розташовані на них або всередині них. Основними цілями є свині, і їх можна перемогти, якщо по них стріляти прямо або за допомогою інших стратегій, наприклад: птах вдаряється об структуру, яка падає на свиню, перемагаючи її. Маленькі свині слабкі, і їх легко перемогти, тоді як більші свині можуть зазнати більшої шкоди. Кожен пакет рівнів представляє окрему «пору року», часто засновану на різних темах і святах. Різні пакети рівнів мають унікальну тему, а іноді й різний ігровий процесс.

## Епізоди
У названих сезонах представлені ігри слів:
- 2010: Trick or Treat та Season’s Greedings
- 2011: Hogs and Kisses, Go Green Get Lucky, Easter Eggs, Summer Pignic, Moon Festival, Ham’o’ween та Wreck the Halls
- 2012: Year of the Dragon, Cherry Blossom, Piglantis, Back to School, Haunted Hogs та Winter Wonderham
- 2013: Abra-Ca-Bacon та Arctic Eggspedition
- 2014: South Hamerica, Ham Dunk та On Finn Ice
- 2015: Tropigal Paradise, Invasion of the Egg Snatchers та Ski or Squeal
- 2016: Fairy Hogmother, Marie Hamtoinette, Summer Camp, Hammier Things, Piggywood Studios, Ragnahog.

#### Бонусний епізоди
- The Pig Days — кожний рівень присвячений різним святам. Рівні містять декорації з різних епізодів. Дата випуску: липень 2014 року.
- Power-Up Test Site — не має певної тематики, створений для тестування бонусів. Дата випуску: 21 жовтня 2015 року.

## Спеціальні версії
- Angry Birds Seasons HD — HD-версія гри Angry Birds Seasons.
- Angry Birds Seasons Free — безкоштовна демо-версія гри за часів, коли гра коштувала гроші.
- Angry Birds Seasons Free HD — HD-версія Angry Birds Seasons Free. Ці версії були доступні тільки на iOS.